# وین، هلند
{{Infobox settlement
|name=Veen
|coordinates_region=NL
|subdivision_type=کشور
|subdivision_name=هلند
|subdivision_type1=استان
|subdivision_name1=Noord-Brabant
|subdivision_type2=شهرستان
|subdivision_name2=آلبرگ
|area_km2=
|population=2398
|population_as_of=2005
|density=
|website=
|image_shield=
| مختصات = ۵۱°۴۶′۳۷″ شمالی ۵°۶′۳۵″ شرقی / ۵۱٫۷۷۶۹۴°شمالی ۵٫۱۰۹۷۲°شرقی
وین، هلند (به هلندی: Veen, Netherlands) یک منطقهٔ مسکونی در هلند است که در آلبرگ واقع شده‌است.

## خصوصیات
وین ۲٬۳۹۸ نفر جمعیت دارد.